# Janko Rudolf
Janko Rudolf, slovenski partizan, prvoborec in narodni heroj, * 23. julij 1914, Križ pri Komendi, † 3. februar 1997, Ljubljana.
Leta 1941 je vstopil v NOB in bil sprejet v Komunistično partijo Slovenije (KPS). Aprila 1942 se je umaknil v ilegalo in postal član rajonskega komiteja KPS Bežigrad, junija pa še član rajonskega komiteja KPS Vič. Poleti 1942 je odšel k partizanom, kjer je bil četni komisar Dolomitskega odreda, nato v Šercerjevo brigado, kjer je decembra 1942 postal namestnik politkomisarja bataljona, maja 1943 komisar bataljona, julija 1943 komisar brigade. Septembra 1943 je na Golem nad Igom ustanovil 10. Slovensko narodnoosvobodilno udarno brigado "Ljubljanska" (SNOB) ter bil njen komisar do decembra 1943, ko je bil postavljen za komisarja 18. divizije.
22. novembra 1943 je izdal nalog za požig gradu na Križu pri Komendi (Šlandrova brigada). Večina dragocene opreme in umetnin je pogorela, del pa so odnesli neznano kam. Od gradu so ostale samo ruševine in del obrambnega stolpa. Zadnji zakoniti lastnik Leopold Apfaltrer je umrl 7. maja 1955 v izgnanskem taborišču Bistrica ob Dravi pri Spittalu na Koroškem.
Julija 1944 ga je Glavni štab postavil za komisarja 30. divizije, kjer je ostal do 20. januarja 1945, ko je bil ob napadu na Trnovo hudo ranjen.
Po okrevanju je bil od leta 1946 podpredsednik Enotnih sindikatov za Slovenijo, 1947–58 predsednik Glavnega odbora Zveze sindikatov Slovenije. Postal je tudi predsednik organizacije vojaških in vojnih invalidov. 1947 je končal enoletno višjo partijsko šolo pri Centralnem komiteju Komunistične partije Jugoslavije (CK KPJ), 1948 je postal član Centralnega komiteja KPS in kandidat za člana Centralnega komiteja KPJ, 1952 član CK Zveze komunistov Jugoslavije (CK ZKJ), 1958 član Centralne revizijske komisije ZKJ in član IK CK ZKS (po 1966 predsedstvo CK ZKS). V letih 1962–65 ter 1969–78 je bil predsednik Zveze združenj borcev narodnoosvobodilne vojne (ZZB NOV). V vseh mandatnih obdobjih od leta 1949 do 1978 je bil republiški, 1952–56 tudi zvezni poslanec.1958–60 je bil sekretar za delo Izvršnega sveta Ljudske republike Slovenije (LRS), nato sekretar GO SZDL Slovenije, med letoma 1965 in 1974 podpredsednik Skupščine Socialistične republike Slovenije (SRS), nato član Sveta federacije.
Njegova hči Marjetica Ana ("Meta") Rudolf Rupel (1941-2022) je bila žena slovenskega politika Dimitrija Rupla.

## Napredovanja
- rezervni polkovnik JLA

## Odlikovanja
- red narodnega heroja
- red partizanske zvezde I. stopnje
- red zaslug za ljudstvo I. stopnje
- red bratstva in enotnosti II. stopnje
- partizanska spomenica 1941